# Sun Yafang
Sun Yafang (chiń. upr. 孙亚芳; ur. 1955) – chińska inżynier i bizneswoman. W latach 1999–2018 prezeska Huawei. W 2014 roku znajdowała się na 81. miejscu na liście najbardziej wpływowych kobiet według magazynu Forbes.